# 矮犬牙石首魚
矮犬牙石首魚為輻鰭魚綱鱸形目鱸亞目石首魚科的其中一種，分布於中西大西洋的墨西哥海域，棲息深度100-812公尺，體長可達27公分。